# Schlenken (Berg)
Der Schlenken ist ein 1648 m hoher Berg der Osterhorngruppe im Bezirk Hallein im Bundesland Salzburg. Er gilt als beliebtes Ausflugsziel.

## Geografie
Die Südwestseite des Schlenkens liegt im Gemeindegebiet von Bad Vigaun, die Nordostseite gehört hauptsächlich zum Gemeindegebiet von Krispl, Randlagen zu Adnet. Der Gipfel befindet sich an der Gemeindegrenze von Krispl und Bad Vigaun. Bereits von weitem ist die markante Silhouette von Schlenken und Schmittenstein sichtbar. Der Berg ähnelt einem erloschenen Vulkan. 
Im Bereich Schlenken gibt es etwa 25 Höhlen, die bekannteste ist die Schlenken-Durchgangshöhle.

## Infrastruktur
Der Schlenken ist – nicht zuletzt wegen seiner Stadtnähe zu Salzburg – ein beliebtes Wandergebiet und 
Skitourengelände. Er wird auch gerne von Gleitschirmfliegern genutzt. Im Schlenkengebiet existieren 11 Almen bzw. Hütten, davon 4 bewirtschaftete. 